# Ignacio Calderón
Ignacio Francisco Calderón González (Guadalajara, Jalisco, 13 de diciembre de 1943), más conocido como el Cuate Calderón, es un exfutbolista mexicano que jugaba en la posición de portero. Es hermano gemelo del también futbolista Carlos Calderón. Jugó trece años para el Club Deportivo Guadalajara, casi toda su carrera, también jugó para la Universidad de Guadalajara durante cinco años y para el Atlas de Guadalajara, durante tres meses.

## Inicios
Ignacio Calderón fue producto de la inagotable cantera de las Chivas de ese tiempo. Desde sus inicios en los equipos juveniles, mostró sus cualidades técnicas, colocación, don de mando y sobre todo su liderazgo y personalidad. En cierta ocasión estando a un lado de la cancha donde entrenaban los juveniles, platicando con otros jugadores Jaime Gómez el popular  Tubo que era el portero titular de las Chivas, vio jugar a Calderón en donde hizo varios lances muy buenos. En ese momento El Tubo comentó: A caray, este muchachito algún día me quitará el puesto en las Chivas.
Calderón debutó con el equipo grande del Guadalajara en 1962 contra los Jaibos del Tampico. Con las Chivas ganó tres Campeonatos de la Liga Mexicana de Primera División durante las campañas 1963-64, 1964-65 y 1969-70. Llamado a la Selección Nacional por primera vez en 1965. 

## Selección nacional
Con la Selección de fútbol de México debutó el 28 de marzo de 1965, aunque con anterioridad había participado con la Selección Olímpica en las eliminatorias para ir a las Olimpiadas en Tokio, Japón. Participó en la II Copa Concacaf, en las eliminatorias y en el Mundial de Inglaterra 1966, en la Copa Mundial de Fútbol de 1970 celebrada en México y en las eliminatorias al Mundial de Alemania 1974, realizadas en Puerto Príncipe y en donde México fue eliminado.
Su actuación más recordada bajo la portería mexicana, fue en 1969 cuando en una gira que hizo la Selección Mexicana en Europa, previa a la Copa del Mundo de 1970 a realizarse en México, se enfrentó a la Selección de España en el Santiago Bernabeu, en Madrid. Ese día Nacho Calderón detuvo toda la metralla que le envío la poderosa delantera española siendo el responsable del empate a cero goles entre ambas selecciones.

### Participaciones en Juegos Olímpicos
| Torneo                   | Sede  | Resultado    |
| ------------------------ | ----- | ------------ |
| Juegos Olímpicos de 1964 | Tokio | Primera fase |

### Participaciones en Copas del Mundo
| Mundial                        | Sede       | Resultado        |
| ------------------------------ | ---------- | ---------------- |
| Copa Mundial de Fútbol de 1966 | Inglaterra | Primera fase     |
| Copa Mundial de Fútbol de 1970 | México     | Cuartos de final |

## Clubes
| Club          | País   | Año       |
| ------------- | ------ | --------- |
| Guadalajara   | México | 1962-1974 |
| Leones Negros | México | 1974-1979 |
| Atlas         | México | 1979-1980 |

## Palmarés

### Títulos nacionales
| Título               | Equipo      | País   | Año     |
| -------------------- | ----------- | ------ | ------- |
| Copa México          | Guadalajara | México | 1962-63 |
| Primera División     | Guadalajara | México | 1963-64 |
| Campeón de Campeones | Guadalajara | México | 1963-64 |
| Primera División     | Guadalajara | México | 1964-65 |
| Campeón de Campeones | Guadalajara | México | 1964-65 |
| Primera División     | Guadalajara | México | 1969-70 |
| Copa México          | Guadalajara | México | 1969-70 |
| Campeón de Campeones | Guadalajara | México | 1969-70 |

### Títulos internacionales
| Título                                | Equipo (*)               | País      | Año  |
| ------------------------------------- | ------------------------ | --------- | ---- |
| Campeonato de Naciones de la Concacaf | México                   | Guatemala | 1965 |
| Copa de Campeones de la Concacaf      | Leones Negros de la UdeG | México    | 1978 |

- Incluyendo selección*

## Cultura general
En la telecomedia mexicana El Chavo del Ocho, una de las escenas más frecuentes fueron las invitaciones de Quico al Chavo para jugar al fútbol, o bien para jugar a "chutar" penaltis. En esta escena, los personajes mencionan a diferentes jugadores para asumir sus roles en el juego, siendo el "Cuate" Calderón uno de los mencionados cuando se trataba de asumir el rol de guardameta.
En otro capítulo del mismo programa, cuando Gloria, la tía de Paty, se encuentra buscando instalarse en la vecindad, Don Ramón le recomienda consultar con la portera en el zaguán. Al no encontrar a nadie que la pueda ayudar en su consulta y ante la pregunta de Don Ramón sobre si "no encontró a nadie en la portería", Quico se entromete en la conversación respondiendo que en la portería, "estaba el "Cuate" Calderón".